# 日本の電気式気動車
電気式気動車（でんきしききどうしゃ）は、自車に搭載したディーゼルエンジン等の内燃機関（ICE）で発電機を駆動し、その発生電力で台車の主電動機を駆動して走行する気動車である。原動機の種類により、「ガス・エレクトリック方式」、「ディーゼル・エレクトリック方式」、「ターボ・エレクトリック方式」に大別される。
日本の鉄道は狭軌が主体で、線路や路盤も脆弱であったことから、重量が大きくなりがちな電気式気動車の導入には不利で、その類例はきわめて少なく、1950年代までで廃れていたが、21世紀初頭からの技術開発により、ハイブリッド式気動車という新しい形態で復活をとげて再認識され、その後、ハイブリッドシステムを省略した電気式気動車も登場している。

## 機械式気動車の問題
日本の気動車は、1920年代に登場して以来、ローカル線の小規模輸送を中心に使用されてきた。
このため、複数車輛の連結運転に必要とされる総括制御（リモートコントロール）技術はそれほど必要とされず、変速装置には総括制御不能だが構造が簡易で済む「機械式」が用いられた。
機械式気動車で2両編成以上を組む場合は、各車両に運転士を一人ずつ乗せ、先頭車運転士が鳴らす汽笛やブザーに合わせて、後続車運転士が変速やスロットル操作を行っていた。タイミングを合わせるのが大変難しいため、3両編成程度が実用の限界だった。このような運転方法では高速運転も輸送力のある長大編成運転も困難であるし、1両ごとに運転士が一人ずつ必要になるため、気動車本来のメリットである合理化にも逆行するものであった。

## 戦前の電気式気動車
エンジンで発電機を回し、その電力でモーターを駆動して走行する「電気式（発電式）」気動車・ディーゼル機関車は、欧米で1920年代から登場し、高速列車の分野でも成果を上げていた（ドイツのフリーゲンダー・ハンブルガーなど）。この方式の走り装置は電車と同じで変速機が不要なため、基本的にエンジンの回転数調節だけで速度調節ができ、総括制御も簡単だった。発電には直流発電機が使われた。
欧米での成功に刺激されて、第二次世界大戦前の日本でも以下のような試みが行われている。

### 鉄道省キハニ36450形
鉄道省が1930年（昭和5年）にキハニ36450・キハニ36451の2両を試作した20 m級の大型ガソリンカーで、日本初の電気式気動車である。1920年代にアメリカの鉄道に出現していた、「ガス・エレクトリック」もしくは「ドゥードゥルバグ」と呼ばれた電気式ガソリンカーを国鉄流に模したものであった（ただし、ドゥードゥルバグは機械式気動車の場合もある）。
片側の運転台直後を機関室として、その床上に艦船向けの発電用エンジンを転用した池貝製作所製の直列6気筒、排気量24.376 L、連続定格出力200 HP / 1250 rpmのガソリンエンジンを搭載して、芝浦製作所製の135 kW / 750 Vの発電機を直結駆動、その発生電力で、客室側の2軸ボギー台車（TR14類似のこの形式専用のもの）に装備した三菱電機製 80 kW / 600 VのMT26モーター2個を駆動するシステムである。機関室側の付随台車は3軸ボギー式（TR72類似の専用のもの）で5 kW電動機での強制通風ラジエーターを屋上装備するなど、極めて独特な外見の車両であった。機械室には暖房用に小型ボイラーを据え付け、荷重1 tの荷物室を持つなどフル装備であった。
キハニ36450が日本車輌製造で、キハニ36451が川崎車輛でそれぞれ製造され、1931年から東海道・北陸線の彦根－長浜間区間列車として運転を開始し、これにあわせて、この区間内に2両編成分の長さのホームを持つ坂田と田村の2駅が新設された。また、1936年には木造電車改造の制御車（キクハ16800形）と編成を組み、総括制御を実現している。
本形式は故障こそ少なかったものの、電気式であることによる重量増に加え、製作費を抑える関係で車体に客車用の部品を流用したり、外板厚も当時の電車と同じ2.6 mmとしたりしたため、自重が49.1 t、運転整備重量が50 tときわめて重いものとなっていた。結果、性能は平坦線では75 km/h（キクハ牽引で68 km/h）、12.5 ‰の勾配で40 km/h（同26 km/h）と（キハニ5000の平坦線での55 km/hよりは高いものの）十分といえるものではなく、重軸重（付随台車で10.159 - 10.439 t）であったこともあり、ローカル線での使用という本来の目的を達することはできなかった。
結局、鉄道省は一時電気式気動車の開発を中断し、機械式の軽量ガソリンカー（キハ41000形など）の開発に重点を置くようになる。
本形式は電車に改造される計画もあったが、太平洋戦争中に走行休止となり、動力系を撤去して国鉄工場職員の短距離通勤輸送の客車代用や大井工場事務室代用に用いられた時期もあったが1949年に廃車、のち解体された。なお、2軸台車が北陸鉄道ED301に、モーターが東武鉄道日光軌道線ED611に転用された。

### 満鉄ジテ1形

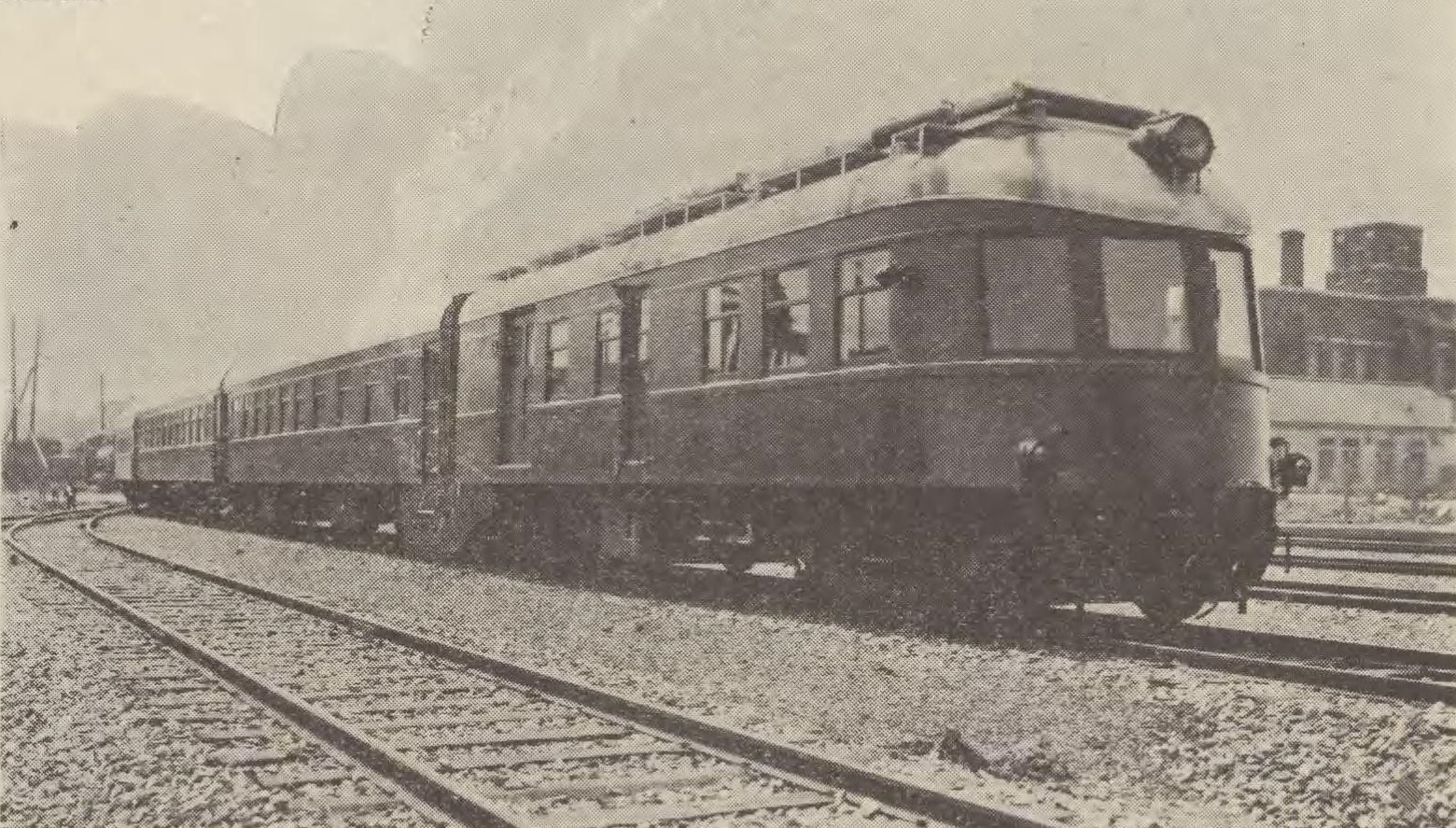
ジテ形

日本の資本・技術によって運営されていた南満洲鉄道（満鉄）が、1935年に名古屋の日本車輌製造本店で製作した電気式流線型ディーゼル列車である。ジテは編成中の手荷物重油動車の形式であるが、編成を指した通称としても用いられている。同社はこれ以前から主として機械式の気動車を導入しており、電気式気動車としては1931年に重油動車ジハ1形2両と監査用ガソリン動車スペキ1形1両を自社工場において製作・使用した実績があった。
編成一端の手荷物重油動車床上に中速型の500馬力級ディーゼル発電機を搭載し、編成の両端台車に駆動用モーターを装架したもので総括制御可能、客車は連接構造であった。ジテ1+ロハフ1+ハフ1+ハフセ1の4両で編成され、合計6編成が製造された。4編成はスイス・スルザー (Sulzer) 社の6VL25型予燃焼室式エンジン、2編成は新潟鐵工所のK6D型直噴式エンジンを搭載した。カタログスペックはほぼ同等だったが、新潟製は約3割重量が重く、スルザーの方が実際の成績も良かったようである。
総重量に比して低出力ではあったが、平坦で駅間距離の長い満鉄線では致命的な問題とはならなかった。大連近郊の近距離・中距離普通列車に用いられた。設計時よりハフセを省いて2編成を連結する配慮（この運用法の場合はジテの従台車をハフセの動力台車と交換して出力を維持した）がされており、1943年にはこの編成でノンストップ高速試験運転を行って奉天 - 新京間 (304.8 km) を2時間58分で走破した。
本形式は中華人民共和国成立後、他の満鉄動車とともに電車に改造されて撫順炭鉱の通勤列車に転用された。

### 相模鉄道キハ1000形
日本の私鉄史上唯一の電気式気動車であり、戦前の私鉄では数少なかったディーゼル動車の一つである。現在のJR相模線を経営していた当時の相模鉄道が汽車製造会社東京支店との共同で1935年に開発した。
側面から見ると「完全な台形」の奇抜な形状を持つ13 m級2ドアの小型気動車で、床下にはドイツ・ユンカース社の水平型120 HPディーゼルエンジン（5-4TV形、対向ピストン式2ストロークユニフロータイプ）を搭載。342 V・70 kWの発電機を駆動し、発生電力で永久直列に配線された52 kW主電動機2個を駆動した（電装部品は東洋電機製造製）。総括制御可能な設計とされていた。
ユニークなのは抵抗器を車載して強力な発電ブレーキを常用していたことで、なおかつその廃熱を車内暖房にも利用するというアイデアを日本で初採用している。この抵抗器暖房のアイデアは1950年代に一部私鉄電車で再び用いられたが（当の相鉄でも試用された）、発熱量の調整が難しく、すぐに廃れた。さらに空気ブレーキ系統はドラムブレーキ式として、通常の踏面ブレーキを持たない。
この形式は小形軽量化構造の車体で自重17.5 tと大きさの割に高出力で俊足でもあり、非常に優秀な成績を上げた。キハ4両のほか1938年に付随車サハ1100形1両も増備され、2 - 3両編成を組んで鉄道省横浜線八王子駅へ乗り入れた実績もある。
旧・相模鉄道は1944年に運輸通信省により戦時買収を受け、国鉄相模線となるがキハ4両は買収対象にならず、前年の1943年に合併していた旧・神中鉄道（現在の相鉄本線）の区間へ転属した。サハについては書類上省籍を得ているが実車はキハ同様転属したとされる。戦中・戦後の混乱期に直流600 V電化区間用の電車に改造されたが、時期は諸説ある。東京急行電鉄経営委託期間に同線の架線電圧が全線直流1,500 Vに昇圧されたが、主電動機の結線が永久直列との構造から昇圧不可能な本車は、当時直流600 V電化であった東横線に転属した。新車割当の代替供出として1948年に日立電鉄（2005年廃止）に譲渡され、改装を受けつつ長く使用されたが、1997年までに廃車となった。

### 鉄道省キハ43000形
鉄道省が、アメリカやドイツの電気式気動車による高速列車に刺激を受け、1937年にキハ43000形キハ43000・キハ43001、キサハ43500形キサハ43500の合計3両を試作した流線型気動車。メーカーは神戸の川崎車輌である。
流麗な車体形状の3両編成で、水平シリンダー形の240 PSディーゼルエンジン「DMF31H形」を床下搭載した20 m級車のキハ43000形が、17 m級付随車のキサハ43500形を挟み込む構成である。エンジンは新潟鐵工所、池貝鐵工所、三菱重工業が各1台製造したうちからキハに各1台を搭載し、交換して試験を行った。キハにはキハニ36450形と同様のMT26を主電動機として一方の台車に2基ずつ吊り掛け駆動方式で装架・駆動していた。鉄道省では幹線の都市間連絡列車に用いることを想定していたといわれる。
本形式は総括制御可能であるのみならず、常に3両編成で運転することを前提に設計されていた。小型の自動式重油ボイラーをキサハ43500に搭載し、3両すべての暖房をまかなう構造だったのである。またキサハには、国鉄の制式気動車としては初設置となるトイレも設けられていた。
意欲作であったが、当時としては大型のエンジンに部品破損などのトラブルが頻出して十分な成績を収められず、量産はされなかった。ほどなく戦時体制下に入り、燃料供給にも問題が生じたため、走行休止となった。
本形式は1945年、浜松工場で米軍機の爆撃により被災し、キハ43000形2両が復旧しないまま廃車された。キサハ43500形のみ電車・気動車の付随車として戦後も飯田線・関西線で使用されたが、1960年代に廃車された。
このように太平洋戦争以前、まとまった両数の電気式気動車を営業運転に供したのは、南満洲鉄道と相模鉄道だけであった。
1938年以降の戦時体制下では燃料不足によって気動車そのものの運行が困難となり、電気式気動車の開発も十分な成果を見ないままに頓挫した。
しかしこの間にもディーゼルエンジンの研究は進められており、1935年から開発が行われた鉄道省の気動車用150馬力級ディーゼルエンジンは、1942年に設計を完了している。このエンジンは、のちにDMH17形と呼ばれることになる。

## 戦後国鉄の電気式気動車
戦後の燃料事情の悪さが改善された1950年以降、戦前の気動車の再生措置や新規の気動車製造が本格的に開始されるが、これらはすべて機械式気動車であった。
日本国有鉄道は1950年に80系電車を開発して東海道本線に投入、従来機関車牽引の客車列車が主力であった中・長距離列車の分野を電車で代替できることを証明した。電車に代表される動力分散方式は、加減速性能や線路への悪影響の少なさで機関車牽引の動力集中方式より有利であった。しかし当時の日本では鉄道の電化区間自体が少なく、維持と運行に経費のかかる蒸気機関車が主要幹線も含めほとんどすべての列車を牽引しており、非電化路線の近代化には、ディーゼル動力の採用が不可欠だった。蒸気機関車を排除してディーゼル動力に切り替える「無煙化」は、乗客・乗員や沿線への煙害を無くすとともに、列車速度の向上、エネルギー効率の改善、保守・点検の効率化等、鉄道の抜本的な体質改善に寄与するものである。
しかし、1950年代初頭の日本では鉄道用ディーゼルエンジン技術が未発達であり、大出力エンジンの開発困難によって大型蒸気機関車を代替できるような大型ディーゼル機関車は1960年代まで出現しなかった。相前後して、1936年から1940年にかけて試験途上に在った気動車用液体式変速機の実用化開発が1951年以降台上試験から再開され、同年からキハ42500形に搭載しての実用化試験が開始されていた。
液体式のレイアウト自体は機械式気動車の変速機のみをトルクコンバータ動力伝達に置き換えたような構造である。絶対的な動力伝達効率は電気式に劣るものの、低出力車の場合は電気式より低コストかつ軽量に仕上がり、総合的には効率が良い。総括制御についても、戦前に液体式変速機開発と並行して専用の電磁遠隔制御システムが既に開発されていた。このため、国鉄工作局動力車課の技術陣は液体式を戦後形気動車システムの本命と考えて開発を進めており、実用化目標を1952年中と計画していたが、実際には1951年から1952年にかけての試験でトラブルが続いており、速やかに量産化して実用投入できる状態になかった。一方で気動車用のディーゼルエンジンはDMH17形 (150 PS / 1500 rpm) が1951年より量産され、機械式気動車に搭載されていた。
国鉄上層部では、総括制御可能な編成運転のできる気動車の早急な実用化を気動車開発陣に強く要求した。やむなく動力車課では、液体式が使用可能になるまでの「当座の実用になる総括制御気動車」として、DMH17系エンジンを利用し開発が比較的容易かつ比較的簡略なシステムの電気式気動車を先行製作することを決定した。その産物がキハ44000形・キハ44100形・キハ44200形である。
かつて日本の気動車の歴史では、1950年代初頭の時点で国鉄によって電気式と液体式が比較され、液体式の優位性が実証されたためこちらが採用された、という理解がなされてきたが、当時の開発担当者であった北畠顕正は晩年のインタビューで44000形の開発について「電気式を実用化させようとは思っていなかった」「総括制御気動車を求める上層部へのポーズのために作った車両」とまで語っている。
電気式は総括制御が容易という長所はあったが、低出力エンジンと効率の低い直流発電機の組み合わせでは、十分な性能は期待できなかった。これは150 PSで30 t超級のキハ44000系にも当てはまる弱点であった。キハ44000の自重は35.0 t、それより軽いキハ44100/44200でも33.97 t/33.76 tで、同じDMH17Aエンジンを積み、1両あたりの収容力もほぼ同等な機械式キハ42500と比較して25%程度の重量増を来していた。
急勾配にも弱く、当初重点配備された房総地区においては、房総東線（現・外房線）大網駅 - 土気駅間の上り勾配において速度が10 km/hを下回り、海水浴シーズンなどの多客時には自然に停車してしまうことすらあったという。また、地元の国鉄小倉工場に電車技術に関するノウハウのなかった九州では、キハ44100形・キハ44200形の主電動機など電装系のメンテナンスに難渋をきたすという、意外な面からの障害もあった。
一方、本命たる液体式変速機開発での変速機油漏れやクラッチ滑りなどの問題は1952年中に解決し、1952年12月には試作変速機と総括制御システムを装備したキハ42500形での2両連結運転試験が成功していた。1953年3月にはキハ44000形量産車と同スタイルの液体式試作気動車キハ44500形（キハ15形）が竣工、電気式と比較検討され、実用水準に達した液体式の方が性能に優れることが実証された。その結果を受け、1953年後半からはキハ45000系（のちのキハ10系）が液体式気動車の量産形式として大量に増備されるに至った。
少数派となったキハ44000系電気式気動車は、のち液体式化や郵便荷物車への改造が行われている。これらの液体式化改造の際に、台車をDT19に換装したものと、DT18からモーターをおろし、逆転器を装備して流用したものとがある。またエンジンも、DMH17B (160 PS) かDMH17C (180 PS) となり、連結器も密着自動式に交換されるなど、量産型キハ10系に準じる内容への改造が図られた。これらの元電気式気動車30両はキハ10系でも最初期の製造で、1970年代に入ると初期量産のキハ10系(キハ17形等)の車両と共々老朽廃車が始まり、1980年までにすべて廃車された。

### 国鉄キハ44000形
電気式気動車の試作車として1952年に日本車輌製造東京支店・汽車製造でキハ44000 - キハ44003の4両が製作された。試作車の成績をもとに翌1953年、日本車輌東京支店・新潟鐵工所・東急車輌製造にて、キハ44004 - キハ44014の11両が量産された。キハ44000形は当初、主に房総地区の路線で2・4両編成を組んで普通列車に使用された。
片運転台、ステップ付片開き3扉構成の20 m級･半鋼製車である。1両では営業運転できない片運転台車であり、2両以上で総括制御を行うことを前提とした設計である。正面形状は80系電車に酷似した2枚窓の「湘南形」であったが、運転台直後ドアのステップから前面全周までスカートの外板が回り込んでいた。側窓は1段上昇式で、窓上下にはウインドウヘッダー・ウインドウシル（補強帯）が通されている。客室扉は850mm幅でバネの力で扉が閉じる手動式であった。
キハ44004以降の増備車は基本は試作形に準じているがスカートが廃され、同時に側窓が当時のバスで流行していた立ち席窓（スタンディーウィンドゥ）でウィンドゥシル付きの「通称バス窓」と呼ばれる方式となった。試作車の一段窓では取り付けられていたウインドウヘッダーは廃止されている。
外板は機械式気動車同様の1.6 mm鋼板で、屋根に至るまで鋼板張りとされ、車幅はそれ以前の気動車と同様の2.6 m級（車体実幅2,660 mm、手すりを含めて2,728 mm）であった。台枠は機関吊部の横梁の強化とドア周りの補強で軽量化を図り、内装は内張に薄手の10 mm合板を用い、床も木張りの上にリノリウムを敷いている。座席は腰掛け受けを背ずり枠と一体に鋼板プレスした骨組みにビニール生地を張ったもので、車内灯は40W白熱灯を2列配置とし、吊革はドア付近にのみ設置、扇風機はなく、通風器はガーランド式を装備した。暖房装置も排気ガスの廃熱を利用するものであった。排気ガスは在来の機械式気動車同様に床下排気方式である。燃料タンクは容量300Lとされた。
台車は軸距2,300 mmのDT18である。プレスした鋼板部材を溶接して組み立てる構造で（横梁のみ鋳造）、軸ばねもウイングばねとなり、個々のばね内側にはオイルダンパーを仕込んだが、枕ばねの代わりに防振ゴムブロックを採用した。一体圧延車輪を国鉄で初採用、軸受けもメンテナンスの容易な複式円筒ころ軸受けを導入した。制動力の面でも有利な両抱き式ブレーキ構造を採用した。
車体中央にはステップや戸袋を持つ中央扉があり、強度確保のため車体中央から運転台側に寄った床下に重量のある発電セットを搭載している。渦流室式燃焼室を持つDMH17A ディーゼルエンジン (150 PS / 1500 rpm) で直結したDM42直流発電機（300 V・100 kW）を駆動し、発生した電力で後位側台車に架装したMT45主電動機（端子電圧300 V・定格出力45 kW）2基を駆動した。
このMT45は日本初の量産型カルダン駆動方式主電動機である。当時カルダン駆動電車は私鉄各社でも開発途上であり、キハ44000形では1950年代後半までの数年間ではあるが本格的な一般営業運用に供された。方式は直角カルダン駆動方式であるが、国鉄はその後の在来線電車では中空軸平行カルダン駆動を標準とし、標準軌間の新幹線ではWN駆動方式を採用したので、直角カルダン方式に対応する国鉄制式モーターはMT45が唯一である。
制御システムはドイツで考案された「ゲブス式」と呼ばれる、複巻界磁回路による比較的簡易化されたシステムで、ドイツのフリーゲンダー・ハンブルガー用気動車などでも採用されていた。エンジン回転は、力行時1,500 rpmの最大連続定格とアイドリング時500 rpmでそれぞれ一定とする調速装備装備、高速走行時には主電動機の弱め界磁制御も行う。これら一切は電磁弁で遠隔操作が可能であるため、総括制御が実現された。主幹制御器は専用の「MC17」が装備され、徐行・ノッチオフ・全界磁・弱界磁の切り替えが可能となっている。
連結器は容量25tの軽量型とした並形自動連結器であった。日本製鋼所によるNCBII小型密着自動連結器の採用開始は1953年4月竣工の京阪1700系電車（第3次車）からであり、国鉄気動車での採用は液体式量産車キハ45000系からである。
ブレーキ装置はDA1型自動空気ブレーキで、国鉄電車・客車用のA動作弁によるを気動車用に手直ししたものである。機械式気動車で長らく使われてきた直通ブレーキ・自動ブレーキ切り替えのGPSブレーキに比して長大編成に対応できるようになった。空気圧縮機はキハ42000形から採用されている機関ベルト駆動型3気筒のC600が搭載された。ブレーキシリンダは、80系電車同様な1両2シリンダ仕様となり、保安性能を強化した。
1957年4月の気動車形式称号改正によりキハ09形（初代）キハ09 1 - キハ09 15となるが、同年から翌1958年にかけて全車が液体式化と同時に郵便・荷物合造車キハユニ15形キハユニ15 1 - 15となった。1 - 4の試作車4両は前面スカートの撤去が行われ、キハユニ15 11、14は貫通化改造された。液圧式試作車キハ15形もキハユニ15 16 - 19へ編入された。キハユニ化改造時にキハ10系と同様な半自動ドアエンジンTK6が設置された。後年キハユニ15 1・11、キハユニ15 3・6・9はDT19/TR49台車へ交換された。

### 国鉄キハ44100形・キハ44200形

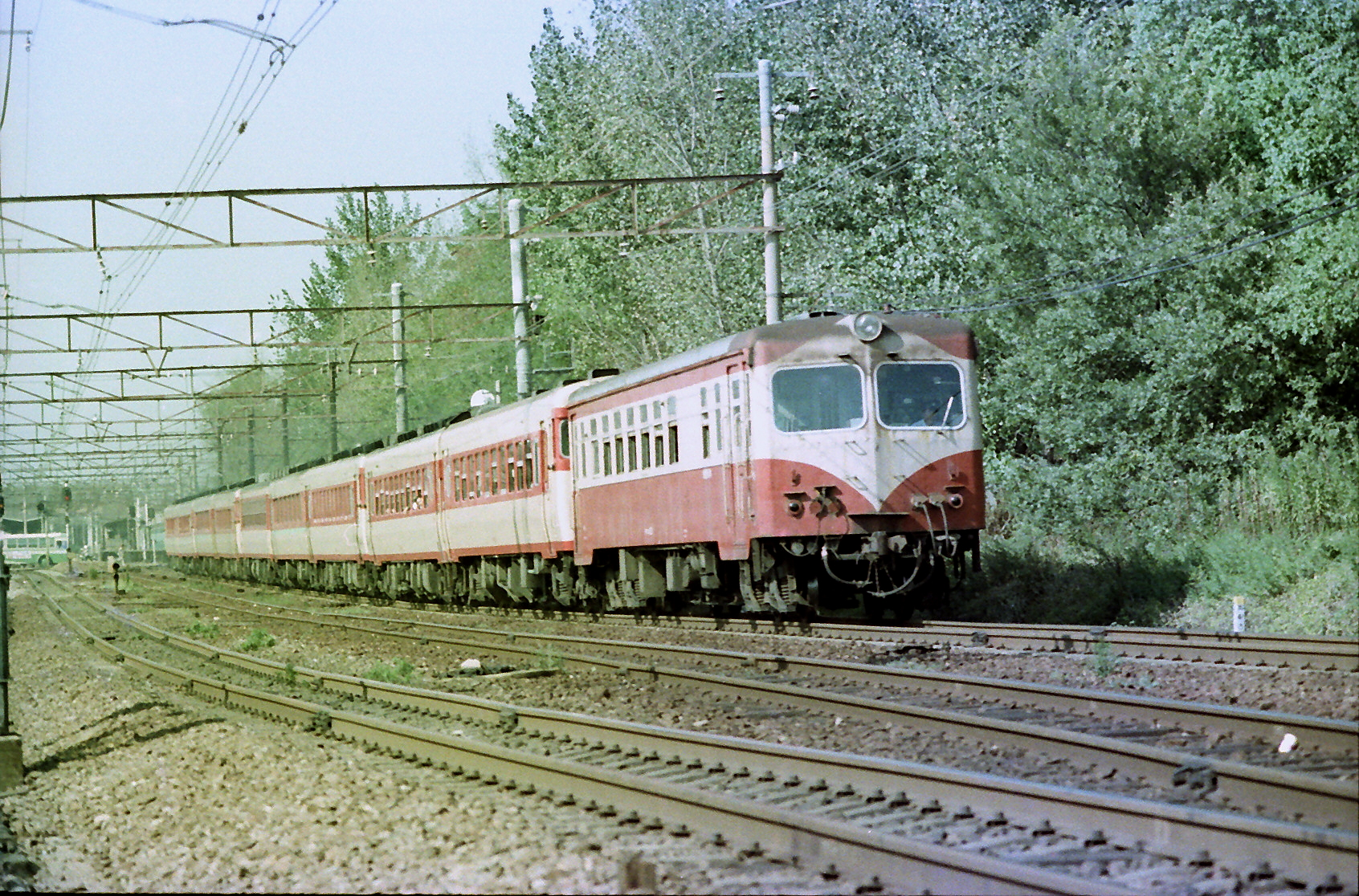
阪和線で急行「きのくに」11号椿行きの先頭に立つキハユニ16 7（元キハ44106）

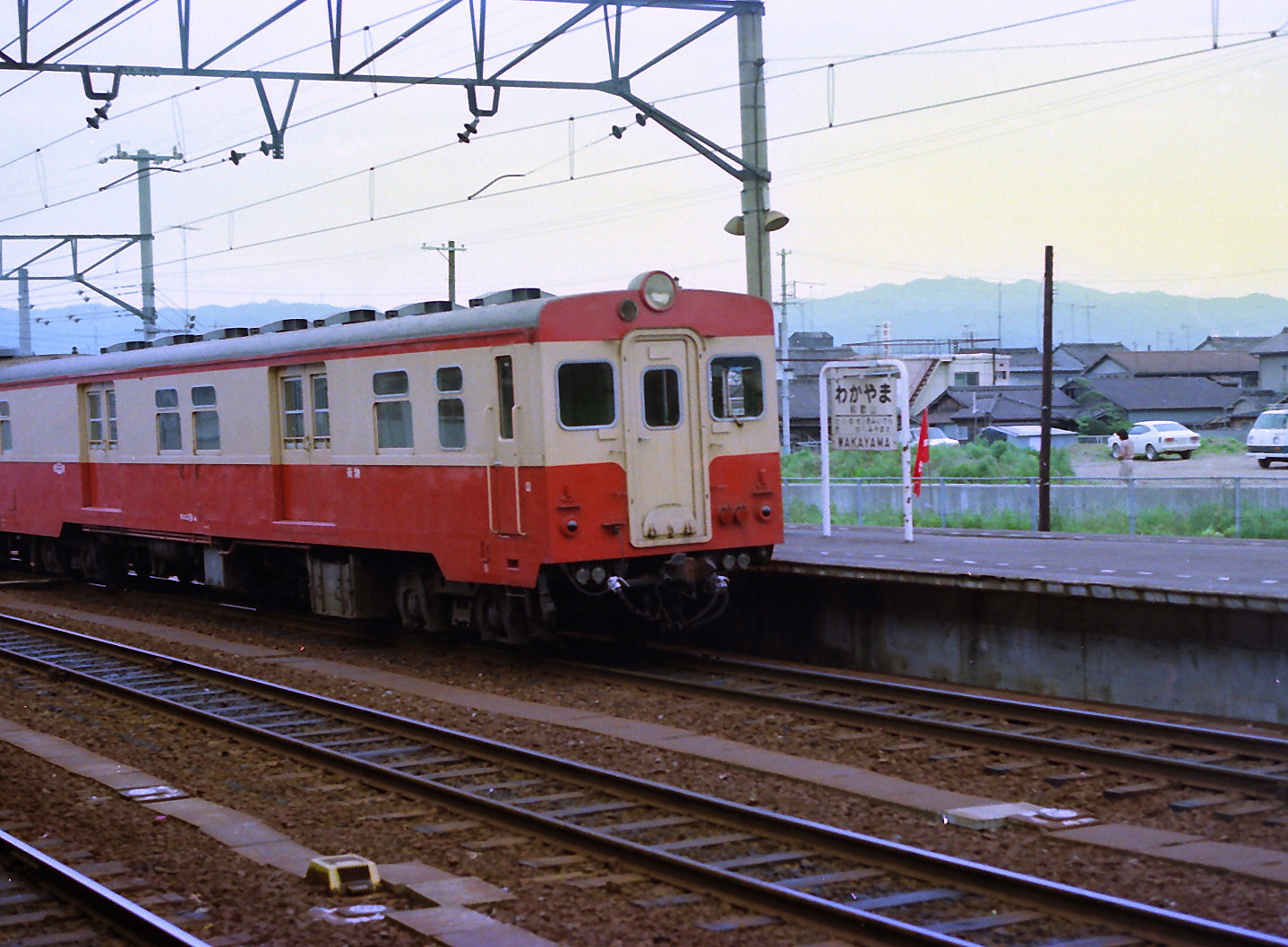
キユニ19形（元キハ44200形→キハ19形）

キハ44000形増備形の兄弟形式と言うべきグループで、1953年（昭和28年）に3両編成5本15両が製造された。キハ44100+キハ44200+キハ44100（Mc-M-Mc）の3両固定編成を組み、登場当初、鹿児島本線の門司港駅 - 久留米駅間で主に快速列車に用いられた。
キハ44100形・キハ44200形の外観・性能は、44000形量産車と共通のバス窓タイプだが、中央扉を廃して2扉車となっている。なお、2扉・立ち席窓という形態は、後の45000系(キハ10系)液体式気動車に引き継がれている。
気動車で初めての自動扉が採用され、電車用標準型ドアエンジンのTK4Dを装備したことから、客室扉の幅は通勤電車並みの1,000 mmとなった。これに応じ、扉閉確認のため車側の戸袋窓に隣接して赤色信号車側灯が設けられた。液圧式化改造時、キハ10系と合わせるために、後部客室扉ドアエンジンは気動車用の半自動式TK6に交換され、前部の郵便荷物室用扉は手動として運用するためドアエンジンを取り外している。
中央扉に付随するステップと戸袋が廃されたことで台枠の切り欠きも不要となり、強度や艤装上の制約が減った。これを活かし、エンジンと発電機はキハ44000形では運転台側扉と中央扉間の床下にずらして搭載したのに対し、キハ44100形・キハ44200形では前後ボギー台車の中間に配置して、重量バランスを改善している。燃料タンクは容量は400Lである。
キハ44200形は基本的にキハ44100形と同形だが運転台の無い中間車に便所を設置しており、水タンクは通路をはさんだ反対側の床上配置とした。ただしスペースが余ったため、水タンクと客室扉の間に、便所側を向く形で2人分のロングシートが配置された。
キハ09形より先に1956年末から1957年初頭にかけて液体式化と同時に郵便・荷物車キハユニ44100形キハユニ44100 - キハユニ44109に改造された。エンジンを台車から離れた車体中央床下配置としていたため、そのままの位置では台車にエンジンからのプロペラシャフトが届かないことから、液体式化にあたりエンジンを移設、床面のエンジン点検口位置を変更する大改造を加えられている。キハ44200形は中間車のまま液体式化された。1957年4月の称号改正でキハユニ44100形はキハユニ16形キハユニ16 1 - キハユニ16 10に、キハ44200形はキハ19形キハ19 1 - キハ19 5に改番された。
キハユニ16 3は後に貫通化改造が施工された。キハユニ16 7・8・10は晩年に急行「きのくに」併結運用があった。キハユニ16 4は1971年にアコーディオンカーテンを車内に設けて簡易荷物室部分を拡大し、その後アコーディオンドアを増設、荷物ドアも増設が繰り返されキハユニ16 601に改番される。キハユニ16 601は志布志機関区に配置され、志布志線、日南線、大隅（古江線）線で使用されていた。1、5、6、9の4両は、1965年と1970年に客室を廃した郵便荷物車キユニ16形キユニ16 1 - キユニ16 3、キユニ16 10に再改造された。
キハ19 1・キハ19 3 - キハ19 5は1964年に常磐線の荷物輸送用に片運転台全室荷物車のキニ16形キニ16 1 - キニ16 4に改造されたが、電化路線で列車密度の高い常磐線では性能不足であったため、2エンジン搭載車キハ51形から改造されたキニ55に置き換えられた。翌1965年にはキニ16形の全4両が郵便荷物合造車のキユニ19形キユニ19 1 - キユニ19 4に再々改造されて、房総地区に転用された。電化後は近畿(奈良)、中国(岡山，厚狭)地方の路線へ転用された。キハ19 2は1966年にキニ19形キニ19 1に改造されて高松区に配置され、四国で使用された。

## 2000年代以降のハイブリッド・電気式気動車
JR各社では2000年代以降、電気式気動車の可能性を模索する動きが見られるようになった。それは蓄電池を搭載したハイブリッド気動車に始まり、やがてそれよりも低コストな（ハイブリッド方式を採らないタイプの）電気式気動車導入の試みに発展している。
日本で電気式気動車が顧みられるようになったことには、次のような背景がある。
- 性能面：ディーゼルエンジン技術向上によるエンジンの軽量・高効率化が進み、ステンレス素材等による車体の軽量化も進展する一方、軽量な交流モーターや発電機が鉄道車両用に実用化され、電気式気動車が液体式気動車と遜色ない性能を得られるようになった。
- 液体式気動車に対する総合的な優位性：液体式気動車における専用機器類として、液体変速機、変速機と台車間の推進軸（プロペラシャフト）、駆動力を台車内で直角に方向転換する減速機といった装置が挙げられる。これらは日本国内の限られた気動車向けに比較的少数が供給されているに過ぎず、コスト高の原因となっている[注 11]。加えて、走行中に角度を変えながら高速回転する推進軸回りは脱落事故のリスクが付きまとい、安全上問題視されるようになった。電気式気動車は、台車および主電動機、動力伝達装置を電車と共用でき、制御装置や補助機器類についても電車と共通化させやすい。電車の駆動系機器は液体式気動車のそれより格段に量産規模が大きく、台車内でパッケージ化されていて安全性・信頼性にも優れるため、その採用はコスト、メンテナンス面で得策である。
- 技術的拡張性：電気式気動車は、エンジンと駆動系が機械的に切り離されているため、電車同様、システム全体のモジュラー化が容易となる。これにより、ハイブリッド方式の採用や、発電ユニットをエンジンから燃料電池に置き換え得るなど、技術の進展に合わせた拡張性に優れる。

以下、登場時期順に事業者ごと記述する。

### JR東日本
東日本旅客鉄道（JR東日本）は鉄道総合技術研究所（JR総研）と共同で2003年（平成15年）、シリーズ方式ハイブリッド気動車キヤE991形（愛称:「NEトレイン (New Energy Train)」）を試作した。システム的には電気式気動車に大容量の蓄電池を設けた構造であり、日本における半世紀ぶりの電気式気動車といえる。
キヤE991形による試験の後、世界初の営業用ハイブリッド気動車キハE200形が製造されることになり、2007年夏より小海線に3両を投入し、営業運転との並行で長期試験を行っている。試験結果を受けて、JR東日本ではHB-E300系やHB-E210系などが量産された。
一方で、2018年にはJRで初めてのハイブリッド機構を省略した電気式気動車であるGV-E400系を登場させ、翌2019年に営業運転を開始した。また2021年には事業用車両としてGV-E197系を投入している。

### JR北海道
北海道旅客鉄道（JR北海道）では2018年（平成30年）に前述のJR東日本GV-E400形とほぼ同型のH100形を一般形気動車の老朽取り換え用に製作し、走行試験ののち2020年（令和2年）から順次各地で営業運転を開始している。
また、厳密には電気式気動車ではないが、JR北海道はH100形以前に特急型向けにモーターの動力とエンジンの動力を変速機で混合する、MAハイブリッド駆動システムを搭載した気動車の開発を行っていたが、2014年（平成26年）9月10日に開発の中止が発表された。

### JR西日本
西日本旅客鉄道（JR西日本）では、2017年春に運行を開始した「TWILIGHT EXPRESS 瑞風」（87系気動車）でシリーズハイブリッド方式を採用した。
一般型車両では2021年に試行導入されたDEC700形でディーゼル・エレクトリック方式を採用したほか、同じく2021年に導入された総合検測車DEC741形にも同方式を採用している。なお両形式は、蓄電池の追設によりハイブリッド方式に切り替えることもできる設計とされており、DEC700形についてはハイブリッド方式の試験を行うことが公表されている。

### JR東海
2017年6月、東海旅客鉄道（JR東海）ではキハ85系気動車の置き換え用となる特急用新型気動車においてシリーズハイブリッド方式を採用することが発表された。形式名はHC85系で、2019年末に量産先行車が日本車輌製造豊川製作所で落成した。長期試験後の2022年度に量産車が投入され、
2022年7月1日に特急「ひだ」でデビューした。

### JR九州
2018年1月、九州旅客鉄道（JR九州）が「（非電化区間における）次世代車両」として蓄電池搭載型ディーゼル・エレクトリック車両（ハイブリッド気動車）YC1系を導入することが発表された。2018年6月に川崎重工業兵庫工場で試作編成が落成、納入されている。

### 形式名について
先述の通り、国鉄では電気式・液体式ともに「キハ」など共通した形式記号を用いていたが、JRグループではそれぞれ異なる付番方式を取っている。
- JR北海道は当初の試作車両ではいずれも「キハ」などの一般的な表記を採用していたが、2020年運行開始のH100形では形式記号が廃されている[注 13]。
- JR東日本は試験車両のキヤE991形およびハイブリッド実用化第1弾のキハE200形では一般的な記号を用いていた。しかしその後の形式では、ハイブリッド方式の車両ではHB-E300系のように「HB」（HyBrid）を、通常の電気式気動車ではGV-E400系のように「GV」（Generating Vehicle）を記号として用いている。
- JR東海のHC85系は、系列名では「HC」（Hybrid Car）を冠しているが、個別形式では「クモハ」など電車に準ずる記号を使用している[12]。
- JR西日本は、2017年の87系では「キイテ」など旧来のものに準じた記号を使用したが、2021年のDEC700形およびDEC741形では「DEC」（Diesel Electric Car）を形式記号とし、併せて形式名の百の位の数字に「7」を使用している。
- JR九州のYC1系では形式記号として「YC」（Yasashikute Chikaramochi）を採用している。